# Доњи Чаглић
Доњи Чаглић је насељено место у саставу града Липика, у западној Славонији, Република Хрватска.

## Географија
Доњи Чаглић се налази јужно од Липика, на цести према Окучанима.

## Историја
До нове територијалне организације у Хрватској, место се налазило у саставу бивше велике општине Пакрац. Доњи Чаглић се од распада Југославије до маја 1995. године налазио у Републици Српској Крајини.

## Култура
У Доњем Чаглићу се налазе православна црква Светог Оца Николаја из 1757. године и римокатоличка црква Светог Јурја Мученика из 1869. године.

## Становништво
На попису становништва 2011. године, Доњи Чаглић је имао 266 становника.
| Националност       | 1991. | 1981. |
| Срби               | 270   | 177   |
| Хрвати             | 182   | 135   |
| Југословени        | 21    | 139   |
| остали и непознато | 32    | 13    |
| Укупно             | 505   | 464   |

### Попис 1991.
На попису становништва 1991. године, насељено место Доњи Чаглић је имало 505 становника, следећег националног састава:
| Попис 1991.‍  | Попис 1991.‍  | Попис 1991.‍ | Попис 1991.‍ | Попис 1991.‍ |
| ------------ | ------------ | ----------- | ----------- | ----------- |
|              |              |             |             |             |
| Срби         | Срби         |             | 270         | 53,46%      |
| Хрвати       | Хрвати       |             | 182         | 36,03%      |
| Југословени  | Југословени  |             | 21          | 4,15%       |
| Италијани    | Италијани    |             | 19          | 3,76%       |
| Мађари       | Мађари       |             | 4           | 0,79%       |
| Украјинци    | Украјинци    |             | 1           | 0,19%       |
| Чеси         | Чеси         |             | 1           | 0,19%       |
| неопредељени | неопредељени |             | 6           | 1,18%       |
| непознато    | непознато    |             | 1           | 0,19%       |
| укупно: 505  |              |             |             |             |